# Білик Олександер
Олександер Білик (14 червня 1921 р., с. Свистільники, нині Світанок Рогатинський район, Івано-Франківська область — 21 жовтня 2016) — відомий громадський діяч, багаторічний президент Злученого Українського Американського Допомогового Комітету (ЗУАДК), США, Філадельфія.

## Життєпис
народився 14 червня 1921 року в с. Свистільники (нині Світанок Рогатинський район, Івано-Франківська область, Україна).
Від 1938 р. — член ОУН. У 1940 році закінчив середню школу, що діяла в приміщенні Станиславівської української гімназії. У 1941—1944 рр. вчився у Львівській політехніці.
У 1944 р. зголосився до дивізії «Галичина». Як підстарши́на гарматного полку брав участь у військових діях у Словаччині, Югославії і Австрії.
Університетські студії закінчив у Мадридській політехніці у 1950 р. Захистив докторат з індустріальної хімії у 1953. Тоді ж переїхав до США. Працював у Дослідному центрі агрокультури.

### Науковий доробок
О. Білик має понад 50 публікацій у американських, іспанських та французьких наукових виданнях.